# Kisenso
Kisenso är en stadsdel (franska: commune) i Kinshasa.